# 3-й окремий механізований батальйон (Україна)
3-й окремий механізований батальйон імені полковника Василя Іванишина — підрозділ механізованих військ Збройних сил України. Перебуває у складі 67 ОМБр ДУК.
Створений 2015 року як добровольчий військовий підрозділ у складі Добровольчого Українського Корпусу, спершу як підрозділ контррозвідки, а потім як стрілецька рота. З початком повномасштабного російського вторгнення 2022 року рота була розширена до батальйону. Згодом ДУК ПС увійшов до складу ЗСУ разом з батальйоном.

## Історія

### Передумови
У лютому 2014 року почалася російська збройна агресія проти України: Росія вторглася до Криму та анексувала його. Вже у квітні розпочалися бойові дії війни на сході, після захоплення Слов'янська Донецької області російськими диверсійними загонами під командуванням Ігоря Гіркіна. Влітку українські війська вели бої на російсько-українському кордоні, під Донецьком, Луганськом та на Приазов'ї, ізолюючи угруповання бойовиків від постачання з Росії та розсікаючи утримувані ними території.
Після втручання регулярної російської армії влітку українські сили зазнали низку поразок і були змушені відійти з-під Луганська, Іловайська та Новоазовська. Після повторного вторгнення російської армії взимку 2015 року у боях за Дебальцеве українські сили були змушені відступити з міста.

### Створення
16 липня 2015 року було створено Військову контррозвідку Добровольчого Українського Корпусу «Правий Сектор» (ВК ДУК ПС). До її обов'язків входила контррозвідувальна діяльність в прифронтовій та фронтовій зоні, місцях дислокації бойових підрозділів ДУК ПС.
Як підрозділ військової контррозвідки Добровольчого Українського Корпусу підрозділ брав участь у боях на всіх напрямках на яких дислокувалися підрозділи ДУК ПС.[перевірити]
24 грудня 2016 року наказом Командира ДУК ПС № 47/16 з бійців ВК ДУК ПС сформовано фронтовий підрозділ розвідки та контррозвідки ДУК ПС (РК ДУК ПС). Командиром було призначено друга «Гонту».
1 червня 2018 року наказом Командира ДУК «Правий сектор» «Про зміни у фронтовому підрозділі розвідки та контррозвідки ДУК ПС, окремій розвідувальній групі ДУК ПС та Медичному управлінні ДУК ПС» РК ДУК ПС) переформовано на 3-тю окрему стрілецьку роту ДУК ПС (3 ОСР ДУК ПС).
Рота брала участь у боях на Світлодарській дузі, боях за Авдіївку та на інших напрямках.[джерело?]

### Російське вторгнення 2022 року
У серпні 2022 року вів бої за Бахмут .
З листопаду 2022 увійшов до складу 67ОМБр . Перейменовано в 3-й окремий механізований батальйон імені полковника Василя Іванишина 

## Традиції

### Символіка
В емблемі батальйону зображено фігуру їжака з автоматом, здолу розміщено ОУН-івський тризуб із середнім зубом у вигляді меча, за яким перехрещено шаблю та бартку.

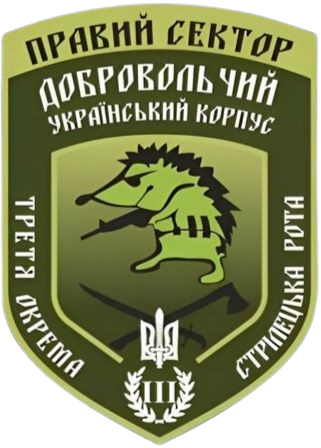
3-тя окрема стрілецька рота ДУК ПС (2018-2022)
3-ій окремий стрілецький батальйон Добровольчого Українського Корпусу (2022)